# Mugil broussonnetii
Mugil broussonnetii är en fiskart som beskrevs av Valenciennes, 1836. Mugil broussonnetii ingår i släktet Mugil och familjen multfiskar. Inga underarter finns listade i Catalogue of Life.